# Hieracium jurassicum
Hieracium jurassicum — вид квіткових рослин з родини айстрових (Asteraceae). Вид зростає в Середземномор'ї та Європі від Норвегії та Великої Британії до Іспанії, Туреччини та Кавказу; це багаторічна рослина.